# 高島炭鉱事件
高島炭鉱事件（たかしまたんこうじけん）は、長崎県西彼杵郡高島町（現・長崎市高島町）の高島炭鉱において、明治期におこった坑夫虐待事件である。炭鉱の経営者であった三菱会社が、現地の坑夫に課していた劣悪な労働環境が事件化したものであり、明治前期最大の労働問題事件として知られている。1888年（明治21年）、松岡好一が『日本人』誌面上に掲載したルポルタージュを契機として、社会問題となった。高島炭坑事件とも表記する。

## 経緯

### 事件の発生

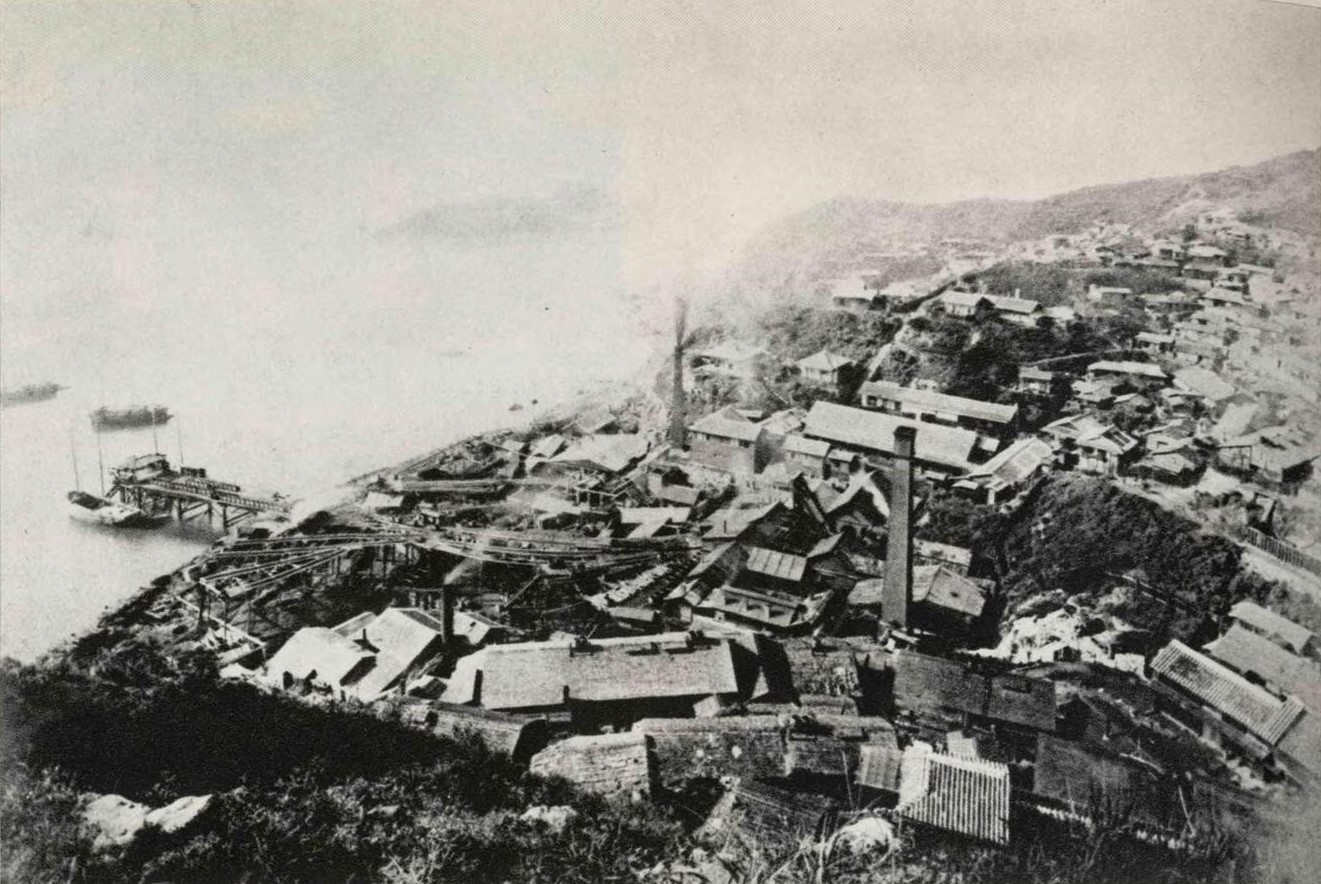
高島炭鉱（明治25年以前）

高島炭鉱は、長崎県西彼杵郡高島町に立地する炭鉱であり、もともと佐賀藩・鍋島氏により経営されていたものが1874年（明治7年）に官営となった。同炭鉱では「納屋制度」とよばれる、坑夫の募集と監督を納屋頭に請け負わせ、納屋頭または会社の長屋に囲い込んで統括する制度が採用されていた。坑主と納屋頭は人夫請負契約を結んでおり、納屋頭には坑夫の賃金からは一定数の手数料が与えられる。この制度は官営期に後藤象二郎により導入されたものである。それまで納屋頭の業務は坑夫の監督のみであったが、この時期に経費削減のため坑夫の募集と納屋頭の統括をおこなっていた棟梁が廃止された。後藤時代の高島炭鉱の労働環境もまた劣悪であり、1878年（明治11年）にはジャーディン・マセソン商会から借り受けた資金を後藤が私的使途に流用し、坑夫への賃金支払いを滞らせたとを契機とする暴動がおこっている。
同炭鉱は1881年（明治14年）、岩崎弥太郎により買収された。三菱会社による炭坑経営は苛烈なものであり、納屋制度の強化を通じて坑夫の支配が強化された。三菱は炭坑採掘のコストを切り詰めた。1881年時点でトンあたり4円64銭であった費用は、1887年（明治20年）には1円32銭にまで低下している。まず、労働者の賃金が減らされ、粉炭にボタ（捨石）を混ぜた場合の罰金なども定められた。坑夫の募集にあたっては、しばしば場所・労働条件が偽られたが、同炭鉱においては、坑夫が現場から抜け出すことを困難にする仕組みが作られていた。坑主は納屋頭に拝借金や諸物品代を借金し、納屋頭もまた坑夫を借金で拘束した。坑夫の居住する長屋は基本的に納屋頭の管理下にあり、食料・必需品も納屋頭から購入する必要があった。高島は離島であり、三菱は買収から3ヶ月後に、坑夫が本土との連絡船に乗るためには納屋頭の保証書が必要であるとの取り決めを作成した。こうした事情から、労働者の逃走はきわめて困難なものとなった。

### 問題化

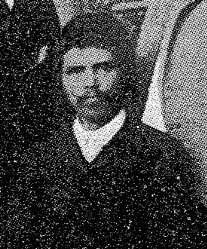
松岡好一（明治24年）

こうした高島炭鉱の劣悪な労働環境は、三菱内部にいた吉本襄により問題視されることになった。吉本は佐賀・久留米などで坑夫の窮状を訴える演説会を開いており、おそらくは彼が所属していた崎陽青年懇親会を経由して、1887年には、同年に頭山満により創刊された新聞である、『福陵新報』がこの問題を取り上げた。その後、中江兆民の創刊した『東雲新聞』もこの問題を報道し、1888年（明治21年）5月17日には植木枝盛が高島炭鉱弾劾の演説会を開いている。
高島炭鉱事件の報道は当初、関西以西の新聞が報じるのみにとどまっていたが、1888年6月18日に松岡好一が『日本人』誌面上に掲載したルポルタージュ「高島炭鉱の惨状」を契機として、この事件は全国的な社会問題に発展する。松岡は1885年（明治18年）11月、勘場役（坑夫を指揮するとともに帳簿を担当する役職）として鉱内に入った経験のある人物で、同地の現状を「千古未曾有の圧制法」として激しく論難した。また、これに応じて吉本による寄稿も国内に広く紹介されることとなり、有力紙誌のほとんどがこの問題を取り上げるに至った。東京の新聞では『朝野新聞』『郵便報知新聞』『東京電報』がこの問題を大きく取り上げ、それぞれ犬養毅・加藤政之助・紫四朗を記者として現地に派遣した。
明治18年11月、私は長崎港から高島へ渡り、この炭鉱の真相を探るべく自ら坑夫に伍し、坑内へ降りた。そもそも高島炭鉱はかつてオランダ人により発見され、後に後藤象次郎伯から三菱会社へ渡ったものだが、その経営は人道を省みない苛酷な圧制の極みにあった。3,000の坑夫たちは牛馬はおろか地獄の責め苦のような扱いを受け、わずかな休憩すら許されない。坑内は十八間も地中へ降りた先、炎熱と薄い空気にさらされる窮屈な炭層で、15～6貫から20貫もある石炭を這うように担ぎ、1町、2町と運搬する地獄のような労苦が続く。坑夫の休憩は許されず、小頭や人繰が棍棒を手に巡回し、怠慢と見なせば即座に殴打するほか、意に逆らう者は梁に吊り下げて暴行した。逃亡を図っても海岸取締員に捕らえられ、苛責を受けるのみである。

炭鉱側のふるまいは少しでも人情があれば到底できないようなものであり、明治17年にコレラが蔓延した際には、病人は生死関係なく焼き捨てられた。こんな有り様であるから高島炭鉱の坑夫募集には誰も寄り付かず、納屋頭は偽の要項で貧民を騙して人員を確保している。日給を謳いながら、実際は食費や道具代を差し引く名目で負債を増やし、帰郷どころか外部との通信さえ禁じられている。この惨状に耐えかねた坑夫が幾度か暴動を起こしても、官憲に鎮圧されるとともに、圧制は改まるどころかさらに厳しさを増していった。

高島炭鉱の惨状についてこう論じたが、私個人として炭鉱に恨みがあるわけでも、坑夫と縁故があるわけでもない。しかし、高島炭鉱社員の無情と、坑夫の不幸を知るものとして、沈黙していることはできない。ああ、哀れな3,000の坑夫よ、彼らとて等しく大和民族、日本の人民ではないだろうか。願わくは、この惨状が博愛の天地神明、江湖の仁人君子に届き、彼らが天寿を全うすることができるよう願う。—松岡好一、高島炭鉱の惨状（要約・現代語訳）、『日本人』第6号、明治21年6月18日発兌

### 結末

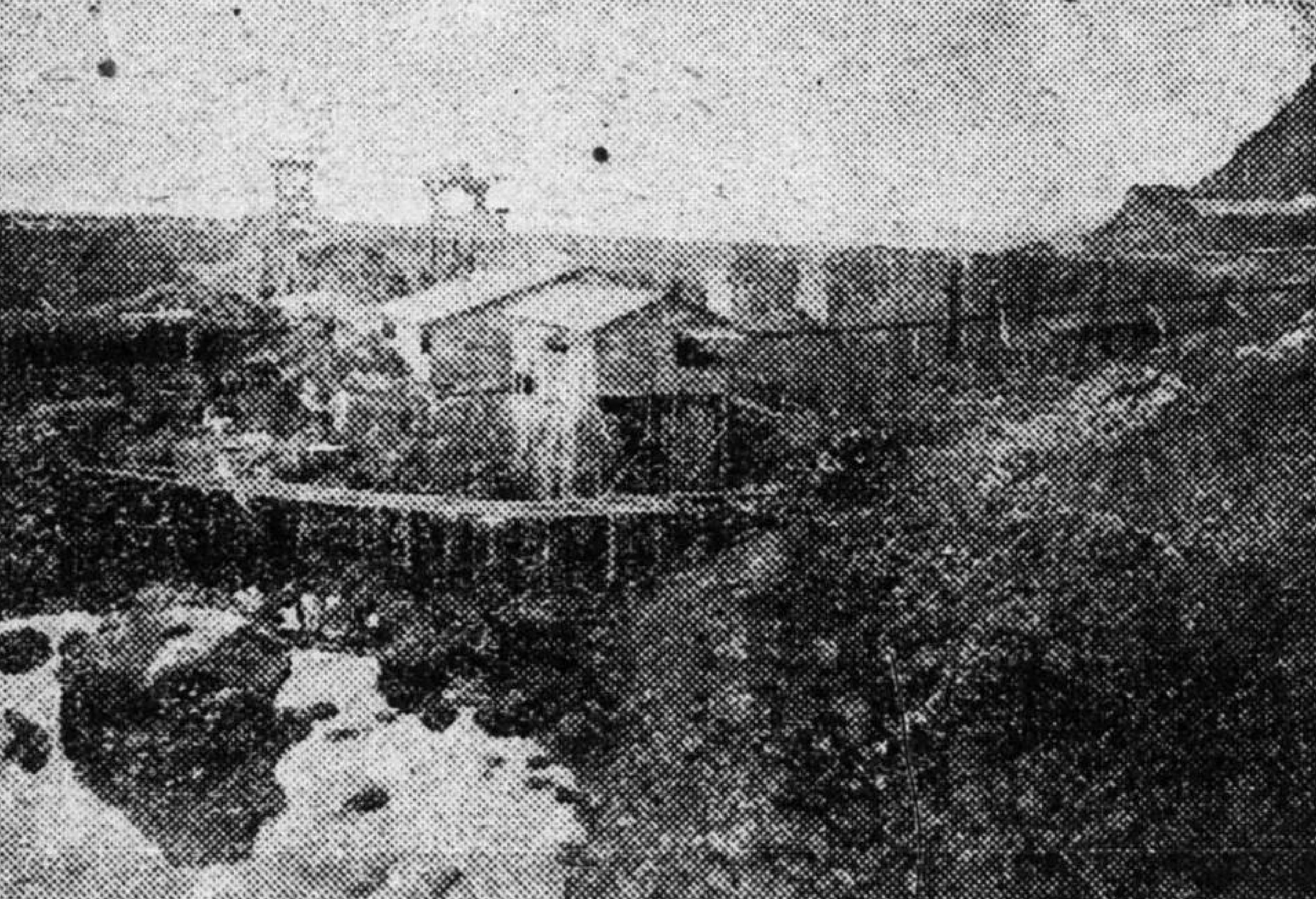
高島炭鉱（明治37年）

高島炭鉱事件が社会問題化すると、内務省は警保局長である清浦奎吾を現地に派遣し、調査にあたった。清浦らは「炭坑舎に於ても漸次改良を加へて旧態を一変するの運ひに至れるものなれは兼て聞き居たる所ろと多少の相違」があると、三菱を一定程度擁護しつつも、「納屋頭が坑夫を雇用する際に条件を偽ってはならないこと」「坑夫の負債を償却するため積立補助金制度を考えること」「納屋頭が坑夫に物品を販売する際に不当な値付けをしないよう企業が監督すること」「納屋頭と坑夫の間の帳簿を明確にすること」「企業から納屋頭に対する生産を3ヶ月ごとから1ヶ月ごとにすること」などを勧告した。
この勧告内容が各新聞に報知されると、高島炭鉱事件に対する報道はしだいに少なくなっていった。犬養は、『朝野新聞』に掲載した「高島炭坑の実況」において、炭鉱の労働環境はそこまで悪いものではなく、「要するに坑夫は最下等の人民にして之を支配する所の納屋頭は世の所謂親分なれば其間に生ずる事件は本より士君子の間に生ずる事件を以て之を律するを得ず」と、坑夫の問題を普通の人間の問題として理解するべきではないと論じた。『朝野新聞』は大隈重信率いる立憲改進党系の新聞であり、岩崎弥太郎とは近しい関係にあった。こうした背景から『日本人』にて高島炭鉱の取材記事を掲載した松岡は犬養に激昂し、志賀重昂・三宅雪嶺の署名も書き入れた決闘状を送りつけた。犬養はこれをにべもなく断ったとはいえ、西洋式の決闘は日本においてはじめての事件であり、この事件は世間で大きく騒がれた。このことに関する報道が問題の本質をすりかえてしまったこと、報道の話題が大阪堀川監獄囚徒虐待事件に移っていったことも関係し、社会問題としての高島炭鉱事件は立ち消えていった。
とはいえ、この事件を契機として坑夫の保護が政治的課題として認識されるようになった。1890年（明治23年）には、名目的なものとはいえ、坑夫の労役保護についての規定がふくまれた鉱業条例が制定された。高島炭鉱の納屋制度自体はその後も続いたが、1897年（明治30年）には廃止された。三島康雄はこのことについて、「（明治）二十一年の改革以後納屋制度による労働者の管理は不徹底になり、そのため労働の生産性は非常に低くなり、もはや納屋制度は三菱会社にとって必要ではなくなったのである」と論じている。

## 関連文献
- 佐藤能丸「高島炭坑問題と国粋主義」『史観 = The historical review』第92号、早稲田大学史学会、1975年9月、54–69頁。
- 三菱鉱業セメント株式会社高島炭砿史編纂委員会 編『高島炭礦史』三菱鉱業セメント、1989年。